# Johanna Jonsson
Johanna Jonsson, född 1991 i Sysslebäck, Torsby kommun, är en svensk fotomodell. 
Jonsson blev upptäckt år 2005 i samband med modelltävlingen Elite Model Look, och har sedan dess gjort snabb karriär. Hon har synts i reklamkampanjer för Jil Sander, Dolce & Gabbana och Marc Jacobs parfym "Daisy". Hennes meritlista inkluderar även visningar för designers som Calvin Klein, Chanel, Christian Dior och Prada. Johanna Jonsson är numera stationerad i bland annat Paris och New York.
Efter visningssäsongen 2007/2008 blev hon omnämnd som en av de tio mest lovande modellerna i världen av amerikanska Vogues Internetportal style.com. 